# Anette Rückes
Anette Rückes, född den 19 december 1951 i Bad Marienberg-Westerwald, Tyskland, är en västtysk friidrottare inom kortdistanslöpning.
Hon tog OS-brons på 4 x 400 meter vid friidrottstävlingarna 1972 i München. 